# Castelo Ramiro
Castelo Ramiro, también conocido como Castillo Ramiro o castillo de Miraflor, era el castillo de la ciudad gallega de Orense en el pueblo de Cabeza de Vaca. Fue construido a finales del siglo XII por voluntad de los obispos de Orense, que ejercían el señorío sobre la ciudad. Aunque actualmente apenas quedan restos de él, estaba situado en un punto estratégico desde el que se podían vigilar las entradas y salidas desde todas las puertas de la ciudad. En la Baja Edad Media fue uno de los protagonistas de los conflictos que se produjeron entre el obispado de Orense y la propia ciudad.

## Historia

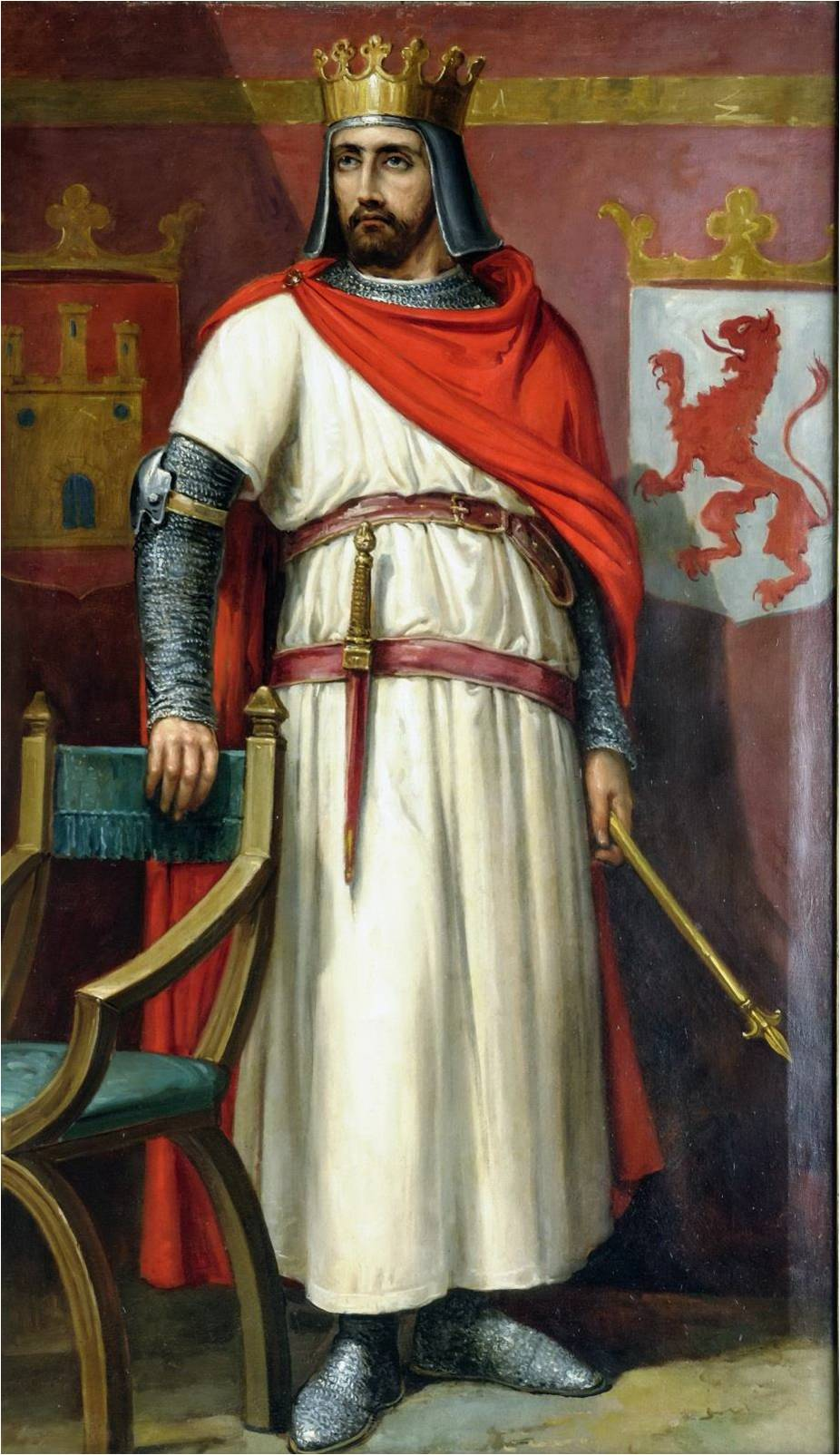
Retrato imaginario de Enrique II de Castilla. José María Rodríguez de Losada. (Ayuntamiento de León)

Tradicionalmente, la fundación del castillo se atribuye, debido al nombre, al rey Ramiro I de Asturias. Así lo recoge Mauro Castellá Ferrer en su Historia del apostol de Iesus Christo Sanctiago Zebedeo (1610):
| HAZANAS, Y EDIFICIOS del Católico Rey Don Ranimiro haſ- ta su muerte. Capítulo onze. [...] |                 |
| Porque junto a Orenſe poco más de milla de la ciudad edi- ſicò vn Caſtillo en vna Montañuela aſpera y fortiſima por naturaleza (ſegun ſe tiene por tradición)[...]El Caſtillo ſe llamò de ſu miſmo nombre: y aſsi ſe llama oy en dia la Montaña adonde parecen ſus cimientos: Caſtillo Ramiro [...] | Caſtillo Ramiro |

Sin embargo, según consta en los documentos medievales, Ramiro fue el castillo «por excelencia» de la ciudad de Orense. Fue levantado a finales del siglo XII por orden de los obispos orensanos con el fin de garantizar su dominio sobre la ciudad y sus inmediaciones. La revista Ourense Siglo XXI señaló que:

Cuando alguien visita Ourense por primera vez, suele llamarle la atención el promontorio que se yergue en las inmediaciones del casco urbano. No hay que ser demasiado fantasioso para imaginar un castillo allí asentado. Y es que ciertamente lo hubo.

La Guerra Civil Castellana entre Pedro I de Castilla y su hermanastro Enrique de Trastámara, que posteriormente llegaría a reinar en Castilla como Enrique II, propició el comienzo de los conflictos permanentes entre el obispado de Orense y el concejo de su ciudad. Fue precisamente en el punto más álgido de la guerra cuando los vecinos de Orense derribaron la fortaleza de castillo Ramiro. Sin embargo, el triunfo de Enrique II en la Guerra Civil supuso el aumento la confirmación del dominio de los obispos sobre la ciudad de Orense, ya que el monarca confirmó todas los privilegios y mercedes que los monarcas anteriores habían otorgado a la Iglesia auriense. Su hijo y heredero, Juan I de Castilla, ordenó que la fortaleza fuera reedificada y le otorgó un «importante» privilegio, como señaló Vila Álvarez, por el que su nombre sería castillo de Miraflor en lugar de castillo Ramiro.
La subida al trono de los Trastámaras supuso la aparición en Galicia de varias familias nobles que acapararon buena parte del poder y de los territorios del obispado de Orense. Hay constancia de que en 1394 se reanudó el pleito entre el conde de Trastámara, Pedro Enríquez de Castilla, que poseía en Orense la fortaleza de castillo Ramiro y el puente sobre el río Miño junto con su pontazgo, lo que constituía su base de poder en esa ciudad, y el cabildo catedralicio de Orense, que reclamaba la posesión de ambos. En el caso de la fortaleza, el conde había nombrado como alcaide de la misma a Vasco Lorenzo de Lira, que supo «realizar muy bien su papel y rechazar los requerimientos» para que la entregara al cabildo catedralicio, afirmando que él había realizado ante el conde pleito homenaje por la fortaleza y que la conservaría hasta que el conde le ordenara que la devolviera.
El 3 de enero de 1394 el adelantado mayor de Galicia, Diego Pérez Sarmiento, consiguió ser nombrado comendero del obispado de Orense, ya que el obispo Pedro Díaz necesitaba defenderse, como señaló Suárez Bilbao, de los ataques del conde de Trastámara, y en una carta que el cabildo catedralicio orensano envió al rey Enrique III de Castilla, se afirmaba que la situación del obispado y de los canónigos de la catedral era muy miserable, ya que había cuatro familias nobles, entre las que figuraban los Novoa, los Caduérniga, los Espinosa y los Mosquera, que se habían adueñado ilegalmente de las rentas del obispado al tiempo que el adelantado mayor de Galicia, Diego Pérez Sarmiento, estimulaba el deseo de las villas de independizarse del señorío de los obispos de Orense, al que se hallaban sometidas, a fin de que entraran a formar parte de las posesiones personales del propio adelantado. El obispo Pedro Díaz, que no se encontraba en su diócesis, debía servirse de los miembros de esas cuatro familias para mantener un «mínimo de autoridad» en su territorio y poder percibir sus rentas, lo que provocó aún más miseria en la zona.

Escudo de armas del conde Pedro Enríquez y de su hijo, el duque Fadrique Enríquez

De ese modo, entre los siglos XIV y XV la fortaleza de castillo Ramiro estuvo en poder, sucesivamente, del conde Pedro Enríquez, que era nieto del rey Alfonso XI de Castilla; luego de su hijo Fadrique Enríquez, que llegaría ser duque de Arjona; posteriormente pasó a manos de Diego Pérez Sarmiento, conde de Santa Marta, y luego de Alfonso de Pimentel, conde de Benavente, aunque con la llegada a la diócesis de Orense en 1447 del obispo fray Pedro de Silva, castillo Ramiro quedó en poder de la Iglesia auriense al tiempo que esta volvía a ejercer plenamente sus derechos señoriales sobre la ciudad.
Sin embargo, a mediados del siglo XV hubo conflictos permanentes en Orense entre los partidarios del conde de Lemos, Pedro Álvarez Osorio, que contó con el respaldo del concejo de la ciudad, y los del conde de Benavente, que era apoyado por los Sarmiento y los Sotomayor. Los habitantes de Orense, a causa de los continuos conflictos y del desorden social, sufrieron repetidamente abusos, robos y toda clase de violencias, incluyendo asesinatos y cobros ilegales de rentas, por parte de los moradores de castillo Ramiro, ya que los nobles aprovechaban la debilidad de la Corona para sembrar el desorden. Los abusos y desmanes que tuvieron que soportar los habitantes de Orense «generación tras generación» provocaron que entre los días 15 y 20 de abril de 1467, durante la Revuelta Irmandiña, la fortaleza fuera derribada por disposición de la Hermandad local de Orense, y los irmandiños derribaron numerosos castillos en toda Galicia de modo «sistemático», como señaló Vila Álvarez, entre los años 1467 y 1469.
Pero cuando terminó la Revuelta Irmandiña los nobles recuperaron todo su poder y la fortaleza de castillo Ramiro fue reconstruida por segunda vez. Pero el enfrentamiento entre el conde de Lemos y el conde de Benavente siguió adelante y Álvaro Páez de Sotomayor, que respaldaba al de Benavente, consiguió apoderarse de Castillo Ramiro al tiempo que los partidarios del conde de Lemos se hacían fuertes «tras las fortificaciones de la catedral orensana». El conflicto se saldó con muchas viviendas y edificios arrasados, además de numerosos fallecidos.

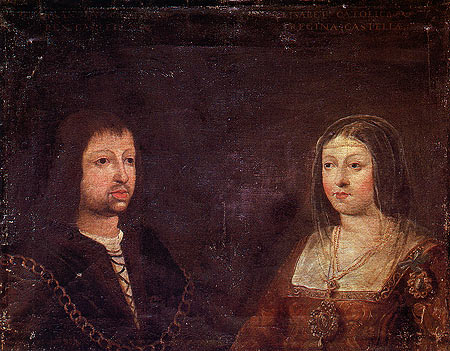
Lienzo que representa a los Reyes Católicos

En 1471 el conde de Benavente lanzó un nuevo ataque contra los seguidores del conde de Lemos en Orense, pero este último fue incapaz de derrotar a su enemigo. A principios de 1372 ambos condes firmaron un acuerdo y el día 8 de enero de ese mismo año «la fortaleza de la catedral de Orense» pasó a manos del conde de Benavente, que al mismo tiempo pasó a ser de hecho «el amo y señor de la ciudad», como señaló Eduardo Pardo de Guevara y Valdés.
En 1473 la encomienda de la fortaleza, por voluntad del obispo Diego de Fonseca, pasó a manos del conde de Benavente, Rodrigo Alonso Pimentel. Coincidiendo con la Guerra de Sucesión Castellana, que enfrentó a los partidarios de Isabel I de Castilla y de su sobrina Juana la Beltraneja, se llevaron a cabo desde la fortaleza de castillo Ramiro numerosos casos de «violencia señorial» en los que tomó parte destacada el alcaide de la misma, Galaor Mosquera.
El periodo de desórdenes y violencias en Galicia no finalizó hasta que los Reyes Católicos emprendieron su «campaña de pacificación» en ese territorio y empezaron a castigar a los delincuentes y malhechores, además de derribar numerosos castillos. A mediados de noviembre de 1486 la fortaleza de castillo Ramiro fue demolida por orden de los monarcas, aunque el derribo fue llevado a cabo por el «comisionado» Sancho Ruiz de Villegas. La demolición de castillo Ramiro, como señaló Vila Álvarez, supuso el principio de su completo «olvido» y el final de un turbulento periodo de tiempo en el que los habitantes de Orense tuvieron que soportar toda clase de violencias y desmanes por parte de los nobles de la ciudad y de los dueños de la fortaleza.